# Postnord Vårgårda WestSweden
A Postnord Vårgårda WestSweden (antes Open de Suède Vårgårda) são dois carreiras ciclistas femininas suecas que se disputam na aglomeração urbana de Vårgårda (província de Västra Götaland) no final do mês de julho ou princípios de agosto.
A carreira de um dia criou-se no ano 2006 baixo a denominação de Open de Suède Vårgårdae a contrarrelógio por equipas criou-se em 2008 com o nome oficial de Open de Suède Vårgårda TTT para diferenciar da sua homónima de um dia. Desde a sua criação, ambas provas foram pontuáveis para a Copa do Mundo femininaaté ao ano de 2016 onde as 2 concorrências passaram a fazer parte do UCI WorldTour Feminino com a criação de dito circuito. Assim mesmo em 2016 ambas carreira mudaram o seu nome a Crescent Vårgårda e posteriormente no ano de 2018 voltaram a mudar-se o nome ao de Postnord Vårgårda WestSweden com motivo de mudança de patrocinador. Não sempre as provas se disputaram em ordem particular mas sempre mantendo 2 dias de diferença entre uma e outra.